# ميك هالي
ميك هالي (بالإنجليزية: Mick Haley)‏ (18 أغسطس 1943 - ) هو لاعب كرة طائرة الولايات المتحدة.

## وصلات خارجية
- ميك هالي على موقع أوليمبيديا (الإنجليزية)